# فرانك وايت
فرانك وايت (بالإنجليزية: Frank White)‏ (14 أبريل 1911 المملكة المتحدة - 1 يناير 1985) هو لاعب كرة قدم بريطاني.

## مسيرته

### مسيرته مع الأندية
- 1931 - 1938 لعب مع برمنغهام سيتي 147 مباراة سجل خلالها 45 هدف.
- 1938 - 1946 لعب مع بريستون نورث ايند 22 مباراة سجل خلالها 10 أهداف.